# Dossena
Dossena là một đô thị ở tỉnh Bergamo trong vùng Lombardia của nước Ý, có vị trí cách khoảng 60 km về phía đông bắc của Milano và khoảng 20 km về phía bắc của Bergamo. Tại thời điểm ngày 31 tháng 12 năm 2004, đô thị này có dân số 1.007 người và diện tích là 19,6 km².
Dossena giáp các đô thị: Lenna, Roncobello, San Giovanni Bianco, San Pellegrino Terme, Serina.